# Ipomoea fulvicoma
Ipomoea fulvicoma är en vindeväxtart som beskrevs av Henry Fletcher Hance. Ipomoea fulvicoma ingår i släktet praktvindor, och familjen vindeväxter. Inga underarter finns listade i Catalogue of Life.